# Behnam Seradż
Behnam Seradż (per. بهنام سراج, ur. 19 czerwca 1971 w Abadanie) – piłkarz irański grający na pozycji napastnika.

## Kariera klubowa
Seradż wychował się w klubie Sanat Naft Abadan wywodzącego się z jego rodzinnego miasta Abadan. W jego barwach grał bez większych sukcesów do końca sezonu 1997/1998. Wtedy też odszedł do stołecznego Persepolis Teheran. Tam występował przez dwa lata zdobywając 22 gole w irańskiej pierwszej lidze. W 1999 roku sięgnął po dublet – mistrzostwo oraz Puchar Hazfi, a w 2000 roku obronił mistrzowski tytuł. Latem odszedł do Foolad Ahwaz z Ahwazu. W 2002 roku zajął z tym klubem 3. miejsce w lidze, a latem 2003 został zawodnikiem Pajkan Kazwin. Po roku odszedł do Sanat Naftu, czyli swojego pierwotnego klubu i występował wraz z nim w drugiej lidze. W 2007 roku zakończył piłkarską karierę.

## Kariera reprezentacyjna
W reprezentacji Iranu Seradż zadebiutował w 1996 roku. W 1998 roku został powołany przez Dżalala Talebiego do kadry na Mistrzostwa Świata we Francji. Tam był rezerwowym zawodnikiem i nie wystąpił w żadnym spotkaniu. W reprezentacji grał do 2005 roku.